# Cylicodiscus gabunensis
Genre
Espèce
Cylicodiscus gabunensis est une espèce de plantes à fleurs dicotylédones de la famille des Fabaceae, sous-famille des Mimosoideae. C'est un arbre originaire d'Afrique équatoriale. C'est l'unique espèce acceptée du genre Cylicodiscus (genre monotypique).

## Description
C'est un arbre à feuilles persistantes ou caduques selon les conditions  climatiques, qui peuvent atteindre  60 m de haut. La couronne hémisphérique peut devenir très large. Le tronc cylindrique et droit peut avoir un diamètre de 200 cm ou plus et peut ne pas avoir de branches jusqu'à 30 m ; il est gonflé à la base et parfois légèrement strié. L'arbre possède des épines marron quand c'est un jeune plant.

## Répartition
On le trouve dans la zone forestière à partir de la Côte d'Ivoire jusqu'au Gabon et au Congo.

## Synonymes
Selon The Plant List (19 décembre 2018) :
- Cyrtoxiphus staudtii Harms
- Erythrophleum gabunense Taub.

## Utilisation
Cylicodiscus gabunensis peut être utilisé pour des usages locaux en médecine ou comme source de savon ou de bois. 
Une décoction de l'écorce, administrée par lavement, est utilisée pour traiter les douleurs d'estomac. Il est bu ou utilisé dans des bains pour soulager la douleur et traiter les nausées, les maladies vénériennes, le paludisme, le psoriasis et les rhumatismes. 
Le bois est de valeur, spécialement pour sa durabilité, et est parfois commercialisé comme bois d'œuvre à l'étranger sous le nom d'« okan »
L'écorce est aussi utilisée comme poison pour les poissons.